# Broknes
Broknes är en udde i Antarktis. Den ligger i Östantarktis. Australien gör anspråk på området. Broknes ligger vid sjön Discussion Lake.
Terrängen inåt land är platt åt nordväst, men åt sydost är den kuperad. Havet är nära Broknes norrut. Trakten är glest befolkad. Närmaste befolkade plats är Zhongshan Station, 2,7 kilometer nordost om Broknes. 